# فهرست گل‌های ملی علی دایی

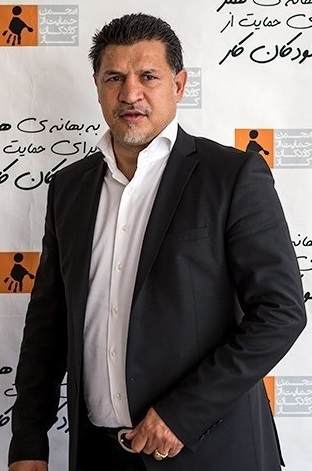
علی دایی (تصویری در سال ۲۰۱۶) بازیکن ایرانی که با با ۱۰۹ گل، پس از کریستیانو رونالدو در ردهٔ دوم برترین گلزنان فوتبال در ردهٔ ملی است.

علی دایی بازیکن سابق تیم ملی فوتبال ایران است. او نخستین بار در سال ۱۳۷۲ به عنوان بازیکن جانشین در مقابل پاکستان در جام اکو برای تیم ملی به میدان رفت. او در ۱۴۹ بازی ۱۰۹ گل برای تیم ملی به ثمر رسانده و رکورد دار گلزنی در ردهٔ ملی برای تیم ملی فوتبال ایران و ردهٔ سوم برترین گلزنان ملی جهان است. دایی در ۴ تیر ۱۳۷۲ در بازی برابر تایوان در مقدماتی جام جهانی ۱۹۹۴ اولین گل ملی خود را در دقیقه ۴۳ زد تا آغازی باشد بر ۱۰۸ گل دیگر که آخرین آن در ۱۰ اسفند ۱۳۸۴ و در برابر کاستاریکا به ثمر رسید.
دایی در ۲۸ خرداد ۱۳۸۳، با هت‌تریک مقابل لبنان در رقابت‌های فوتبال غرب آسیا (جام سایوان کاپ ۲۰۰۴)، رکورد مختار داهاری آقای گل وقت فوتبال جهان از مالزی با ۸۹ گل ملی را شکست، و به عنوان بهترین گلزن تاریخ جهان در رده ملی شناخته شد. گل دوم دایی در مقابل تیم ملی گوآم در رقابت‌های مقدماتی انتخابی جام جهانی ۲۰۰۲ از جمله گل‌هایی است که مورد تأیید فیفا نیست. در این مسابقه ضربه آزاد دایی با اثرگذاری سهراب بختیاری‌زاده تغییر مسیر داد و وارد دروازهٔ گوآم شد. در حالی که در سایت‌های داخلی ایران تعداد گل‌های دایی در این مسابقه ۴ گل ذکر شده‌است اما در سایت فیفا ۳ گل برای دایی در مقابل گوآم ثبت شده‌است.
دایی در ۱۰ ژوئن ۱۹۹۶ و در بیست و سومین بازی ملی خود، اولین هت تریک خود را برای ایران در برابر نپال انجام داد. او در مجموع در هشت بازی توانست سه گل یا بیشتر به ثمر برساند. او با ۳۵ گل زده، سومین گلزن تاریخ مسابقات مقدماتی جام جهانی نیز محسوب می‌شود.‏ همچنین با ۱۴ گل، بهترین گلزن تاریخ جام ملت‌های آسیا است. دایی در ۱۳ مهر ۱۳۸۰ برای صدمین بار پیراهن تیم ملی را در مقابل تایلند بر تن کرد. او در ۲۶ آبان ۱۳۸۳ در جریان بازی با لائوس در مقدماتی جام جهانی ۲۰۰۶ موفق به زدن گل شماره ۱۰۰ خود برای تیم ملی کشورش شد و نخستین مردی بود که به این مهم دست یافت. او به همراه ایران در دو جام جهانی ۱۹۹۸ فرانسه و ۲۰۰۶ آلمان به میدان رفت و در ۵ بازی شرکت کرد.

## آمار کلی
علی دایی در ۱۴۹ بازی ملی ۱۰۹ گل به ثمر رساند. (نرخ گلزنی: ۰٫۷۳ گل در هر بازی)
| بازی | برد | مساوی | باخت | گل‌زده ایران | گل‌خورده ایران | امتیاز | درصد  |
| ---- | --- | ----- | ---- | ----------- | ------------- | ------ | ----- |
| ۱۴۹  | ۸۹  | ۳۲    | ۲۸   | ۳۶۳         | ۱۳۸           | ۲۱۰    | ۷۰٫۴۷ |

## گل‌های بین‌المللی
| شماره گل | تاریخ           | شماره بازی | محل بازی                      | حریف              | گلزنی | نتیجه     | نوع رقابت                                  |
| -------- | --------------- | ---------- | ----------------------------- | ----------------- | ----- | --------- | ------------------------------------------ |
| ۱        | ۲۵ ژوئن ۱۹۹۳    | ۶          | تهران، ایران                  | تایوان            | ۳–۰   | ۶–۰       | مقدماتی جام جهانی ۱۹۹۴                     |
| ۲        | ۲۷ ژوئیه ۱۹۹۳   | ۹          | دمشق، سوریه                   | تایوان            | ۳–۰   | ۶–۰       | مقدماتی جام جهانی ۱۹۹۴                     |
| ۳        | ۲۷ ژوئیه ۱۹۹۳   | ۹          | دمشق، سوریه                   | تایوان            | ۴–۰   | ۶–۰       | مقدماتی جام جهانی ۱۹۹۴                     |
| ۴        | ۱۸ اکتبر ۱۹۹۳   | ۱۳         | دوحه، قطر                     | ژاپن              | ۲–۰   | ۲–۱       | مقدماتی جام جهانی ۱۹۹۴                     |
| ۵        | ۲۲ اکتبر ۱۹۹۳   | ۱۴         | دوحه، قطر                     | عراق              | ۱–۱   | ۱–۲       | مقدماتی جام جهانی ۱۹۹۴                     |
| ۶        | ۲۵ اکتبر ۱۹۹۳   | ۱۵         | دوحه، قطر                     | کرهٔ شمالی         | ۱–۱   | ۲–۱       | مقدماتی جام جهانی ۱۹۹۴                     |
| ۷        | ۲۵ اکتبر ۱۹۹۳   | ۱۵         | دوحه، قطر                     | کرهٔ شمالی         | ۲–۱   | ۲–۱       | مقدماتی جام جهانی ۱۹۹۴                     |
| ۸        | ۳۰ می ۱۹۹۶      | ۲۱         | کویت (شهر)، کویت              | کویت              | ۱–۱   | ۲–۱       | بازی دوستانه                               |
| ۹        | ۳۰ می ۱۹۹۶      | ۲۱         | کویت (شهر)، کویت              | کویت              | ۲–۱   | ۲–۱       | بازی دوستانه                               |
| ۱۰       | ۱۰ ژوئن ۱۹۹۶    | ۲۳         | تهران، ایران                  | نپال              | ۲–۰   | ۸–۰       | مقدماتی جام ملت‌های آسیا ۱۹۹۶               |
| ۱۱       | ۱۰ ژوئن ۱۹۹۶    | ۲۳         | تهران، ایران                  | نپال              | ۳–۰   | ۸–۰       | مقدماتی جام ملت‌های آسیا ۱۹۹۶               |
| ۱۲       | ۱۰ ژوئن ۱۹۹۶    | ۲۳         | تهران، ایران                  | نپال              | ۷–۰   | ۸–۰       | مقدماتی جام ملت‌های آسیا ۱۹۹۶               |
| ۱۳       | ۱۰ ژوئن ۱۹۹۶    | ۲۳         | تهران، ایران                  | نپال              | ۸–۰   | ۸–۰       | مقدماتی جام ملت‌های آسیا ۱۹۹۶               |
| ۱۴       | ۱۲ ژوئن ۱۹۹۶    | ۲۴         | تهران، ایران                  | سری‌لانکا          | ۱–۰   | ۷–۰       | مقدماتی جام ملت‌های آسیا ۱۹۹۶               |
| ۱۵       | ۱۲ ژوئن ۱۹۹۶    | ۲۴         | تهران، ایران                  | سری‌لانکا          | ۳–۰   | ۷–۰       | مقدماتی جام ملت‌های آسیا ۱۹۹۶               |
| ۱۶       | ۱۲ ژوئن ۱۹۹۶    | ۲۴         | تهران، ایران                  | سری‌لانکا          | ۴–۰   | ۷–۰       | مقدماتی جام ملت‌های آسیا ۱۹۹۶               |
| ۱۷       | ۱۲ ژوئن ۱۹۹۶    | ۲۴         | تهران، ایران                  | سری‌لانکا          | ۶–۰   | ۷–۰       | مقدماتی جام ملت‌های آسیا ۱۹۹۶               |
| ۱۸       | ۱۲ ژوئن ۱۹۹۶    | ۲۴         | تهران، ایران                  | سری‌لانکا          | ۷–۰   | ۷–۰       | مقدماتی جام ملت‌های آسیا ۱۹۹۶               |
| ۱۹       | ۱۴ ژوئن ۱۹۹۶    | ۲۵         | تهران، ایران                  | عمان              | ۱–۰   | ۲–۰       | مقدماتی جام ملت‌های آسیا ۱۹۹۶               |
| ۲۰       | ۱۹ ژوئن ۱۹۹۶    | ۲۷         | مسقط، عمان                    | نپال              | ۱–۰   | ۴–۰       | مقدماتی جام ملت‌های آسیا ۱۹۹۶               |
| ۲۱       | ۲۱ ژوئن ۱۹۹۶    | ۲۸         | مسقط، عمان                    | عمان              | ۱–۰   | ۲–۱       | مقدماتی جام ملت‌های آسیا ۱۹۹۶               |
| ۲۲       | ۵ دسامبر ۱۹۹۶   | ۳۰         | دبی، امارات متحده عربی        | عراق              | ۱–۲   | ۱–۲       | جام ملت‌های آسیا ۱۹۹۶                       |
| ۲۳       | ۸ دسامبر ۱۹۹۶   | ۳۱         | دبی، امارات متحده عربی        | تایلند            | ۳–۰   | ۳–۰       | جام ملت‌های آسیا ۱۹۹۶                       |
| ۲۴       | ۱۱ دسامبر ۱۹۹۶  | ۳۲         | دبی، امارات متحده عربی        | عربستان سعودی     | ۱–۰   | ۳–۰       | جام ملت‌های آسیا ۱۹۹۶                       |
| ۲۵       | ۱۶ دسامبر ۱۹۹۶  | ۳۳         | دبی، امارات متحده عربی        | کرهٔ جنوبی         | ۳–۲   | ۶–۲       | جام ملت‌های آسیا ۱۹۹۶                       |
| ۲۶       | ۱۶ دسامبر ۱۹۹۶  | ۳۳         | دبی، امارات متحده عربی        | کرهٔ جنوبی         | ۴–۲   | ۶–۲       | جام ملت‌های آسیا ۱۹۹۶                       |
| ۲۷       | ۱۶ دسامبر ۱۹۹۶  | ۳۳         | دبی، امارات متحده عربی        | کرهٔ جنوبی         | ۵–۲   | ۶–۲       | جام ملت‌های آسیا ۱۹۹۶                       |
| ۲۸       | ۱۶ دسامبر ۱۹۹۶  | ۳۳         | دبی، امارات متحده عربی        | کرهٔ جنوبی         | ۶–۲   | ۶–۲       | جام ملت‌های آسیا ۱۹۹۶                       |
| ۲۹       | ۲۱ دسامبر ۱۹۹۶  | ۳۵         | ابوظبی، امارات متحده عربی     | کویت              | ۱–۱   | (۴)۱–۱(۳) | جام ملت‌های آسیا ۱۹۹۶                       |
| ۳۰       | ۲ ژوئن ۱۹۹۷     | ۳۶         | دمشق، سوریه                   | مالدیو            | ۱۴–۰  | ۱۷–۰      | مرحله مقدماتی جام جهانی فوتبال ۱۹۹۸ (آسیا) |
| ۳۱       | ۲ ژوئن ۱۹۹۷     | ۳۶         | دمشق، سوریه                   | مالدیو            | ۱۵–۰  | ۱۷–۰      | مرحله مقدماتی جام جهانی فوتبال ۱۹۹۸ (آسیا) |
| ۳۲       | ۴ ژوئن ۱۹۹۷     | ۳۷         | دمشق، سوریه                   | قرقیزستان         | ۳–۰   | ۷–۰       | مرحله مقدماتی جام جهانی فوتبال ۱۹۹۸ (آسیا) |
| ۳۳       | ۶ ژوئن ۱۹۹۷     | ۳۸         | دمشق، سوریه                   | سوریه             | ۱–۰   | ۱–۰       | مرحله مقدماتی جام جهانی فوتبال ۱۹۹۸ (آسیا) |
| ۳۴       | ۱۱ ژوئن ۱۹۹۷    | ۴۰         | تهران، ایران                  | مالدیو            | ۳–۰   | ۹–۰       | مرحله مقدماتی جام جهانی فوتبال ۱۹۹۸ (آسیا) |
| ۳۵       | ۱۱ ژوئن ۱۹۹۷    | ۴۰         | تهران، ایران                  | مالدیو            | ۶–۰   | ۹–۰       | مرحله مقدماتی جام جهانی فوتبال ۱۹۹۸ (آسیا) |
| ۳۶       | ۳ اکتبر ۱۹۹۷    | ۴۵         | تهران، ایران                  | قطر               | ۱–۰   | ۳–۰       | مرحله مقدماتی جام جهانی فوتبال ۱۹۹۸ (آسیا) |
| ۳۷       | ۱۷ اکتبر ۱۹۹۷   | ۴۶         | تهران، ایران                  | چین               | ۴–۰   | ۴–۱       | مرحله مقدماتی جام جهانی فوتبال ۱۹۹۸ (آسیا) |
| ۳۸       | ۱۶ نوامبر ۱۹۹۷  | ۵۰         | جوهور بهرو، مالزی             | ژاپن              | ۲–۱   | ۲–۳       | مرحله مقدماتی جام جهانی فوتبال ۱۹۹۸ (آسیا) |
| ۳۹       | ۵ دسامبر ۱۹۹۸   | ۵۹         | سیساکت، تایلند                | لائوس             | ۵–۱   | ۶–۱       | بازی‌های آسیایی ۱۹۹۸                        |
| ۴۰       | ۵ دسامبر ۱۹۹۸   | ۵۹         | سیساکت، تایلند                | لائوس             | ۶–۱   | ۶–۱       | بازی‌های آسیایی ۱۹۹۸                        |
| ۴۱       | ۸ دسامبر ۱۹۹۸   | ۶۰         | بانکوک، تایلند                | عمان              | ۱–۰   | ۲–۴       | بازی‌های آسیایی ۱۹۹۸                        |
| ۴۲       | ۱۰ دسامبر ۱۹۹۸  | ۶۱         | بانکوک، تایلند                | تاجیکستان         | ۱–۰   | ۵–۰       | بازی‌های آسیایی ۱۹۹۸                        |
| ۴۳       | ۱۰ دسامبر ۱۹۹۸  | ۶۱         | بانکوک، تایلند                | تاجیکستان         | ۵–۰   | ۵–۰       | بازی‌های آسیایی ۱۹۹۸                        |
| ۴۴       | ۱۲ دسامبر ۱۹۹۸  | ۶۲         | بانکوک، تایلند                | چین               | ۱–۱   | ۲–۱       | بازی‌های آسیایی ۱۹۹۸                        |
| ۴۵       | ۱۴ دسامبر ۱۹۹۸  | ۶۳         | بانکوک، تایلند                | ازبکستان          | ۲–۰   | ۴–۰       | بازی‌های آسیایی ۱۹۹۸                        |
| ۴۶       | ۱۴ دسامبر ۱۹۹۸  | ۶۳         | بانکوک، تایلند                | ازبکستان          | ۳–۰   | ۴–۰       | بازی‌های آسیایی ۱۹۹۸                        |
| ۴۷       | ۱۴ دسامبر ۱۹۹۸  | ۶۳         | بانکوک، تایلند                | ازبکستان          | ۴–۰   | ۴–۰       | بازی‌های آسیایی ۱۹۹۸                        |
| ۴۸       | ۴ ژوئن ۱۹۹۹     | ۶۷         | ادمونتون، کانادا              | کانادا            | ۱–۰   | ۱–۰       | جام کانادا ۱۹۹۹                            |
| ۴۹       | ۸ سپتامبر ۱۹۹۹  | ۶۹         | یوکوهاما، ژاپن                | ژاپن              | ۱–۱   | ۱–۱       | بازی دوستانه                               |
| ۵۰       | ۹ ژانویه ۲۰۰۰   | ۷۱         | اوکلند، ایالات متحده آمریکا   | مکزیک             | ۱–۱   | ۱–۲       | بازی دوستانه                               |
| ۵۱       | ۱۲ ژانویه ۲۰۰۰  | ۷۲         | لس آنجلس، ایالات متحده آمریکا | اکوادور           | ۱–۰   | ۲–۱       | بازی دوستانه                               |
| ۵۲       | ۳۱ ژانویه ۲۰۰۰  | ۷۴         | حلب، سوریه                    | مالدیو            | ۵–۰   | ۸–۰       | مقدماتی جام ملت‌های آسیا ۲۰۰۰               |
| ۵۳       | ۳۱ ژانویه ۲۰۰۰  | ۷۴         | حلب، سوریه                    | مالدیو            | ۶–۰   | ۸–۰       | مقدماتی جام ملت‌های آسیا ۲۰۰۰               |
| ۵۴       | ۳۱ ژانویه ۲۰۰۰  | ۷۴         | حلب، سوریه                    | مالدیو            | ۷–۰   | ۸–۰       | مقدماتی جام ملت‌های آسیا ۲۰۰۰               |
| ۵۵       | ۲ آوریل ۲۰۰۰    | ۷۵         | حلب، سوریه                    | سوریه             | ۱–۱   | ۱–۰       | مقدماتی جام ملت‌های آسیا ۲۰۰۰               |
| ۵۶       | ۹ آوریل ۲۰۰۰    | ۷۷         | تهران، ایران                  | بحرین             | ۳–۰   | ۳–۰       | مقدماتی جام ملت‌های آسیا ۲۰۰۰               |
| ۵۷       | ۱۳ آوریل ۲۰۰۰   | ۷۹         | تهران، ایران                  | مالدیو            | ۳–۰   | ۳–۰       | مقدماتی جام ملت‌های آسیا ۲۰۰۰               |
| ۵۸       | ۷ ژوئن ۲۰۰۰     | ۸۰         | تهران، ایران                  | مصر               | ۱–۱   | (۷)۱–۱(۸) | جام ال جی ۲۰۰۰ (ایران)                     |
| ۵۹       | ۹ ژوئن ۲۰۰۰     | ۸۱         | تهران، ایران                  | مقدونیه شمالی     | ۲–۱   | ۳–۱       | جام ال جی ۲۰۰۰ (ایران)                     |
| ۶۰       | ۲۷ سپتامبر ۲۰۰۰ | ۸۳         | دوحه، قطر                     | قطر               | ۱–۰   | ۲–۱       | بازی دوستانه                               |
| ۶۱       | ۲۷ سپتامبر ۲۰۰۰ | ۸۳         | دوحه، قطر                     | قطر               | ۲–۰   | ۲–۱       | بازی دوستانه                               |
| ۶۲       | ۱۲ اکتبر ۲۰۰۰   | ۸۴         | بیروت، لبنان                  | لبنان             | ۴–۰   | ۴–۰       | جام ملت‌های آسیا ۲۰۰۰                       |
| ۶۳       | ۱۵ اکتبر ۲۰۰۰   | ۸۵         | بیروت، لبنان                  | تایلند            | ۱–۱   | ۱–۱       | جام ملت‌های آسیا ۲۰۰۰                       |
| ۶۴       | ۱۸ اکتبر ۲۰۰۰   | ۸۶         | صیدا، لبنان                   | عراق              | ۱–۰   | ۱–۰       | جام ملت‌های آسیا ۲۰۰۰                       |
| ۶۵       | ۲۴ نوامبر ۲۰۰۰  | ۸۸         | تبریز، ایران                  | گوآم              | ۷–۰   | ۱۹–۰      | مرحله مقدماتی جام جهانی فوتبال ۲۰۰۲ (آسیا) |
| ۶۶       | ۲۴ نوامبر ۲۰۰۰  | ۸۸         | تبریز، ایران                  | گوآم              | ۱۰–۰  | ۱۹–۰      | مرحله مقدماتی جام جهانی فوتبال ۲۰۰۲ (آسیا) |
| ۶۷       | ۲۴ نوامبر ۲۰۰۰  | ۸۸         | تبریز، ایران                  | گوآم              | ۱۵–۰  | ۱۹–۰      | مرحله مقدماتی جام جهانی فوتبال ۲۰۰۲ (آسیا) |
| ۶۸       | ۲۴ نوامبر ۲۰۰۰  | ۸۸         | تبریز، ایران                  | گوآم              | ۱۸–۰  | ۱۹–۰      | مرحله مقدماتی جام جهانی فوتبال ۲۰۰۲ (آسیا) |
| ۶۹       | ۲۸ نوامبر ۲۰۰۰  | ۸۹         | تبریز، ایران                  | تاجیکستان         | ۱–۰   | ۲–۰       | مرحله مقدماتی جام جهانی فوتبال ۲۰۰۲ (آسیا) |
| ۷۰       | ۱۹ ژانویه ۲۰۰۱  | ۹۰         | تهران، ایران                  | چین               | ۱–۰   | ۴–۰       | جام دوستانه تمدن‌های کهن                    |
| ۷۱       | ۸ اوت ۲۰۰۱      | ۹۲         | تهران، ایران                  | عمان              | ۴–۰   | ۵–۲       | جام ال جی ۲۰۰۱ (ایران)                     |
| ۷۲       | ۱۰ اوت ۲۰۰۱     | ۹۳         | تهران، ایران                  | بوسنی و هرزگوین   | ۳–۰   | ۴–۰       | جام ال جی ۲۰۰۱ (ایران)                     |
| ۷۳       | ۱۰ اوت ۲۰۰۱     | ۹۳         | تهران، ایران                  | بوسنی و هرزگوین   | ۴–۰   | ۴–۰       | جام ال جی ۲۰۰۱ (ایران)                     |
| ۷۴       | ۲۴ اوت ۲۰۰۱     | ۹۵         | تهران، ایران                  | عربستان سعودی     | ۱–۰   | ۲–۰       | مرحله مقدماتی جام جهانی فوتبال ۲۰۰۲ (آسیا) |
| ۷۵       | ۲۴ اوت ۲۰۰۱     | ۹۵         | تهران، ایران                  | عربستان سعودی     | ۲–۰   | ۲–۰       | مرحله مقدماتی جام جهانی فوتبال ۲۰۰۲ (آسیا) |
| ۷۶       | ۷ سپتامبر ۲۰۰۱  | ۹۷         | بغداد، عراق                   | عراق              | ۲–۱   | ۲–۱       | مرحله مقدماتی جام جهانی فوتبال ۲۰۰۲ (آسیا) |
| ۷۷       | ۲۸ سپتامبر ۲۰۰۱ | ۹۹         | جده، عربستان سعودی            | عربستان سعودی     | ۱–۱   | ۲–۲       | مرحله مقدماتی جام جهانی فوتبال ۲۰۰۲ (آسیا) |
| ۷۸       | ۲۱ اکتبر ۲۰۰۱   | ۱۰۲        | منامه، بحرین                  | بحرین             | ۱–۲   | ۱–۳       | مرحله مقدماتی جام جهانی فوتبال ۲۰۰۲ (آسیا) |
| ۷۹       | ۳۱ اکتبر ۲۰۰۱   | ۱۰۳        | ابوظبی، امارات متحده عربی     | امارات متحدهٔ عربی | ۱–۰   | ۳–۰       | مرحله مقدماتی جام جهانی فوتبال ۲۰۰۲ (آسیا) |
| ۸۰       | ۲۱ اوت ۲۰۰۲     | ۱۰۸        | کی‌یف، اوکراین                 | اوکراین           | ۱–۰   | ۱–۰       | بازی دوستانه                               |
| ۸۱       | ۱۹ سپتامبر ۲۰۰۲ | ۱۰۹        | تبریز، ایران                  | پاراگوئه          | ۱–۱   | (۴)۱–۱(۳) | جام ال جی ۲۰۰۲ (ایران)                     |
| ۸۲       | ۵ سپتامبر ۲۰۰۳  | ۱۱۲        | تهران، ایران                  | اردن              | ۱–۱   | ۴–۱       | مقدماتی جام ملت‌های آسیا ۲۰۰۴               |
| ۸۳       | ۵ سپتامبر ۲۰۰۳  | ۱۱۲        | تهران، ایران                  | اردن              | ۴–۱   | ۴–۱       | مقدماتی جام ملت‌های آسیا ۲۰۰۴               |
| ۸۴       | ۱۹ نوامبر ۲۰۰۳  | ۱۱۶        | بیروت، لبنان                  | لبنان             | ۱–۰   | ۳–۰       | مقدماتی جام ملت‌های آسیا ۲۰۰۴               |
| ۸۵       | ۲۸ نوامبر ۲۰۰۳  | ۱۱۷        | تهران، ایران                  | لبنان             | ۱–۰   | ۱–۰       | مقدماتی جام ملت‌های آسیا ۲۰۰۴               |
| ۸۶       | ۲ دسامبر ۲۰۰۳   | ۱۱۸        | کویت (شهر)، کویت              | کویت              | ۱–۳   | ۱–۳       | بازی دوستانه                               |
| ۸۷       | ۱۸ فوریه ۲۰۰۴   | ۱۱۹        | تهران، ایران                  | قطر               | ۳–۰   | ۳–۱       | مقدماتی جام جهانی ۲۰۰۶                     |
| ۸۸       | ۳۱ مارس ۲۰۰۴    | ۱۲۰        | وینتیان، لائوس                | لائوس             | ۱–۰   | ۷–۰       | مقدماتی جام جهانی ۲۰۰۶                     |
| ۸۹       | ۳۱ مارس ۲۰۰۴    | ۱۲۰        | وینتیان، لائوس                | لائوس             | ۲–۰   | ۷–۰       | مقدماتی جام جهانی ۲۰۰۶                     |
| ۹۰       | ۱۷ ژوئن ۲۰۰۴    | ۱۲۲        | تهران، ایران                  | لبنان             | ۱–۰   | ۴–۰       | مسابقات فوتبال غرب آسیا ۲۰۰۴               |
| ۹۱       | ۱۷ ژوئن ۲۰۰۴    | ۱۲۲        | تهران، ایران                  | لبنان             | ۲–۰   | ۴–۰       | مسابقات فوتبال غرب آسیا ۲۰۰۴               |
| ۹۲       | ۱۷ ژوئن ۲۰۰۴    | ۱۲۲        | تهران، ایران                  | لبنان             | ۳–۰   | ۴–۰       | مسابقات فوتبال غرب آسیا ۲۰۰۴               |
| ۹۳       | ۲۱ ژوئن ۲۰۰۴    | ۱۲۳        | تهران، ایران                  | سوریه             | ۱–۰   | ۷–۱       | مسابقات فوتبال غرب آسیا ۲۰۰۴               |
| ۹۴       | ۲۵ ژوئن ۲۰۰۴    | ۱۲۵        | تهران، ایران                  | سوریه             | ۲–۱   | ۴–۱       | مسابقات فوتبال غرب آسیا ۲۰۰۴               |
| ۹۵       | ۲۰ ژوئیه ۲۰۰۴   | ۱۲۶        | چونگ‌کینگ، چین                 | تایلند            | ۳–۰   | ۳–۰       | جام ملت‌های آسیا ۲۰۰۴                       |
| ۹۶       | ۶ اوت ۲۰۰۴      | ۱۳۱        | پکن، چین                      | بحرین             | ۳–۲   | ۴–۲       | جام ملت‌های آسیا ۲۰۰۴                       |
| ۹۷       | ۶ اوت ۲۰۰۴      | ۱۳۱        | پکن، چین                      | بحرین             | ۴–۲   | ۴–۲       | جام ملت‌های آسیا ۲۰۰۴                       |
| ۹۸       | ۸ سپتامبر ۲۰۰۴  | ۱۳۲        | امان، اردن                    | اردن              | ۲–۰   | ۲–۰       | مقدماتی جام جهانی ۲۰۰۶                     |
| ۹۹       | ۱۷ نوامبر ۲۰۰۴  | ۱۳۳        | تهران، ایران                  | لائوس             | ۱–۰   | ۷–۰       | مقدماتی جام جهانی ۲۰۰۶                     |
| ۱۰۰      | ۱۷ نوامبر ۲۰۰۴  | ۱۳۳        | تهران، ایران                  | لائوس             | ۲–۰   | ۷–۰       | مقدماتی جام جهانی ۲۰۰۶                     |
| ۱۰۱      | ۱۷ نوامبر ۲۰۰۴  | ۱۳۳        | تهران، ایران                  | لائوس             | ۳–۰   | ۷–۰       | مقدماتی جام جهانی ۲۰۰۶                     |
| ۱۰۲      | ۱۷ نوامبر ۲۰۰۴  | ۱۳۳        | تهران، ایران                  | لائوس             | ۴–۰   | ۷–۰       | مقدماتی جام جهانی ۲۰۰۶                     |
| ۱۰۳      | ۱۸ دسامبر ۲۰۰۴  | ۱۳۴        | تهران، ایران                  | پاناما            | ۱–۰   | ۱–۰       | بازی دوستانه                               |
| ۱۰۴      | ۲ فوریه ۲۰۰۵    | ۱۳۵        | تهران، ایران                  | بوسنی و هرزگوین   | ۱–۱   | ۲–۱       | بازی دوستانه                               |
| ۱۰۵      | ۱۷ اوت ۲۰۰۵     | ۱۴۱        | یوکوهاما، ژاپن                | ژاپن              | ۱–۲   | ۱–۲       | مقدماتی جام جهانی ۲۰۰۶                     |
| ۱۰۶      | ۲۴ اوت ۲۰۰۵     | ۱۴۲        | تهران، ایران                  | لیبی              | ۳–۰   | ۴–۰       | بازی دوستانه                               |
| ۱۰۷      | ۱۳ نوامبر ۲۰۰۵  | ۱۴۳        | تهران، ایران                  | توگو              | ۱–۰   | ۲–۰       | تورنمنت ۴ جانبه تهران                      |
| ۱۰۸      | ۲۲ فوریه ۲۰۰۶   | ۱۴۴        | تهران، ایران                  | تایوان            | ۴–۰   | ۴–۰       | مقدماتی جام ملت‌های آسیا ۲۰۰۷               |
| ۱۰۹      | ۱ مارس ۲۰۰۶     | ۱۴۵        | تهران، ایران                  | کاستاریکا         | ۲–۰   | ۳–۲       | بازی دوستانه                               |

منبع جدول:

## آمار
به‌روزرسانی شده بر پایهٔ بازی ۱ مارس ۲۰۰۶
| سال   | بازی | گل  |
| ----- | ---- | --- |
| ۱۹۹۳  | ۱۶   | ۷   |
| ۱۹۹۴  | ۱    | ۰   |
| ۱۹۹۵  | ۰    | ۰   |
| ۱۹۹۶  | ۱۸   | ۲۲  |
| ۱۹۹۷  | ۱۷   | ۹   |
| ۱۹۹۸  | ۱۳   | ۹   |
| ۱۹۹۹  | ۵    | ۲   |
| ۲۰۰۰  | ۱۹   | ۲۰  |
| ۲۰۰۱  | ۱۶   | ۱۰  |
| ۲۰۰۲  | ۴    | ۲   |
| ۲۰۰۳  | ۹    | ۵   |
| ۲۰۰۴  | ۱۶   | ۱۷  |
| ۲۰۰۵  | ۹    | ۴   |
| ۲۰۰۶  | ۶    | ۲   |
| مجموع | ۱۴۹  | ۱۰۹ |

| نوع رقابت                      | بازی | گل  |
| ------------------------------ | ---- | --- |
| بازی دوستانه                   | ۲۹   | ۱۳  |
| جام ملت‌های آسیا (مقدماتی)      | ۱۸   | ۲۳  |
| جام ملت‌های آسیا (مرحله پایانی) | ۱۶   | ۱۴  |
| فوتبال در بازی‌های آسیایی       | ۹    | ۹   |
| قهرمانی فوتبال غرب آسیا        | ۴    | ۵   |
| مسابقه‌های دیگر                 | ۱۷   | ۹   |
| مقدماتی جام جهانی فوتبال       | ۵۱   | ۳۶  |
| جام جهانی فوتبال               | ۵    | ۰   |
| مجموع                          | ۱۴۹  | ۱۰۹ |

| حریف              | گل  |
| ----------------- | --- |
| مالدیو            | ۸   |
| لائوس             | ۸   |
| لبنان             | ۶   |
| سری‌لانکا          | ۵   |
| نپال              | ۵   |
| گوآم              | ۴   |
| کرهٔ جنوبی         | ۴   |
| تایوان            | ۴   |
| سوریه             | ۴   |
| عراق              | ۴   |
| ژاپن              | ۴   |
| کویت              | ۴   |
| بحرین             | ۴   |
| عربستان سعودی     | ۴   |
| عمان              | ۴   |
| قطر               | ۴   |
| ازبکستان          | ۳   |
| چین               | ۳   |
| تاجیکستان         | ۳   |
| بوسنی و هرزگوین   | ۳   |
| اردن              | ۳   |
| تایلند            | ۳   |
| کرهٔ شمالی         | ۲   |
| کانادا            | ۱   |
| امارات متحدهٔ عربی | ۱   |
| اوکراین           | ۱   |
| اکوادور           | ۱   |
| مصر               | ۱   |
| مکزیک             | ۱   |
| کاستاریکا         | ۱   |
| پاناما            | ۱   |
| توگو              | ۱   |
| پاراگوئه          | ۱   |
| لیبی              | ۱   |
| مقدونیه شمالی     | ۱   |
| قرقیزستان         | ۱   |
| مجموع             | ۱۰۹ |